# Camillo Federici
Camillo Federici (Garessio, 9 de abril de 1749 - Padua, 23 de diciembre de 1802) fue un dramaturgo y actor italiano, cuyo verdadero nombre era Giovanni Battista Viassolo.
Estudió derecho en Turín, pero pronto mostró un gusto por la literatura y el teatro: el éxito recibido en sus primeras pruebas le llevó a seguir una carrera como actor y dramaturgo, y realizó muchas presentaciones en esta doble capacidad en varias las empresas. Tomó el seudónimo de Camillo Federici por el título de una de sus primeras obras, Camillo e Federico.
En 1777 se casó y poco después se retiró de los escenarios para dedicarse exclusivamente a escribir. Se estableció en Padua, la fama de sus obras se extendió rápidamente por toda Italia: la mayor parte de sellas pertenecen al género del melodrama, con el tiempo se fue empobrecido la vena inventiva, aunque Federici fue incorporado algunas características nuevas de la literatura alemana contemporánea de autores como Schiller, Iffland y Kotzebue.
En 1791 cayó gravemente enfermo y durante varios años no pudo trabajar: en ausencia de normas sobre derechos de autor, sus obras fueron publicadas por otros sin su consentimiento. En 1802 se dedicó a la preparación de una edición completa, pero logró sólo cuatro volúmenes antes de caer enfermo nuevamente y morir.
La publicación en catorce volúmenes de sus obras fue terminada en 1816 y otra edición en veintiséis  volúmenes se publicó en Florencia en los años 1826-1827.

## Algunas obras
- L'avviso ai mariti
- Lo scultore e il cieco
- Enrico IV al passo della Marna
- La bugia vive poco
- La cambiale di matrimonio (1791)